# چارداک‌لی (گوله)
چارداک‌لی (به ترکی استانبولی: Çardaklı) یک منطقهٔ مسکونی در ترکیه است که در گوله (شهر) واقع شده‌است.